# Rus-M
Rus-M byla navržená ruská nosná raketa určená jako hlavní nosič nové kosmické lodě pro lety s lidskou posádkou PPTS, která má nahradit loď Sojuz. 
Raketa byla vyvíjena od roku 2009 ruským podnikem CSKB-Progress v Samaře. Program byl ukončen roku 2011. Tehdejší šéf ruské kosmické agentury Roskosmos Vladimir Popovkin to zdůvodnil faktem, že není potřeba zcela nová kosmická raketa a lze používat ty, které jsou již k dispozici. 

## Historie
Podnik CSKB-Progress získal zakázku na novou kosmickou raketu pro lety s lidskou posádkou na jaře roku 2009. Projekt byl představen na letecké show v Moskvě v roce 2009 a očekávalo se, že budou agentuře Roskosmos předloženy předběžné návrhy konstrukce do roku 2010.

## Požadavky
Roskosmos předložil podniku CSKB především požadavky na bezpečnost. Bylo požadováno, aby byla nová nosná raketa mimořádně spolehlivá. Dále mělo být možné, aby posádka bezpečně unikla při havárii nosné rakety v jakékoli fázi letu nosné rakety a současně musel být umožněn odjezd posádky a obsluhy v případě nouzové situace během předstartovní přípravy rakety na kosmodromu. Plánovaná nosnost rakety na nízkou oběžnou dráhu byla 23 800 kilogramů. Nosič měl posloužit pro budoucí vývoj nových těžkých a supertěžkých nosičů s nosností 50-60 tun, respektive 130-150 tun na nízkou oběžnou dráhu.

## Popis
Celkem byly plánovány čtyři varianty nosiče Rus-M. Každá verze měla mít různý počet jader na prvním stupni a dále urychlovací bloky s motory RD-180, které spalují petrolej a kapalný kyslík. Dále měla raketa obsahovat dva horní stupně poháněné motory RD-0146, další možností byl stupeň shodný s horním stupněm rakety Sojuz 2. 
První verze nosiče měla používat tříjádrový první stupeň s urychlovacími bloky. Nosnost této verze měla být 23,8 tuny na nízkou oběžnou dráhu o výšce 200 km a sklonu 51,7 stupňů k rovníku nebo 18,8 tun na dráhu o výšce 400 km. Dále měl mít nosič kapacitu 7 tun na dráhu přechodnou ke geostacionární a 4 tuny přímo na geostacionární oběžnou dráhu. Druhá verze měla mít o dvě jádra v prvním stupni navíc, což mělo umožnit zvýšení nosnosti až na 35 tun, třetí verze měla mít nosnost až 50 tun. Čtvrtá verze měla být nejlehčí s jedním jádrem a horními stupni odvozenými od Sojuzu-2. 